# قزل-تو (شهرستان آق‌سی)
قزل-تو (به لاتین: Kyzyl-Tuu) یک روستا در قرقیزستان است که در شهرستان آق‌سی واقع شده‌است. قزل-تو ۱٬۹۱۳ نفر جمعیت دارد.